# Ван Дорт, Хенк
Хендрик Виллем (Хенк) ван Дорт (нидерл. Hendrik Willem "Henk" van Dort; 30 сентября 1885, Хемстеде — 13 декабря 1939, Харлем) — нидерландский футболист, игравший на позициях нападающего и полузащитника.

## Спортивная карьера
Ван Дорт начал играть в футбол местном клубе под названием ХВВ (нидерл. Heemsteedsche voetbal vereeniging), позже за эту команду выступал и его младший брат Ян. В 1912 году вместе с братом Хенк оказался в амстердамском «Аяксе». В отличие от Яна, который со времен стал одним из основных нападающих амстердамцев, Хенк провёл лишь одну игру в основе. Его дебют состоялся 1 марта 1914 года в гостевом матче чемпионата Нидерландов с «Харлемом». «Аякс», на тот момент занимающий последнее место, уступил одному из лидеров первенства с крупным счётом 4:1.

## Личная жизнь
Хенк родился 30 сентября 1885 года в Хемстеде, старший сын Яна Лендерта ван Дорта и Дины Корнелии Вос. В его семье было ещё трое детей: Анна Мария (1886), Корнелис (1888), Ян Лендерт (1889).
Был женат на Якобе Йоханне Росдорп, уроженке Блумендала. Их бракосочетание состоялось 14 октября 1915 года в родном городе невесты.
В декабре 1939 года Хенк ван Дорт умер в возрасте 54 лет.